# Bad Yard Club
Bad Yard Club est un groupe de musique américain constitué de David Morales et d'un ensemble d'interprètes.

## Membres
- David Morales
- Sly Dunbar, Handel Tucker (producers)
- Eric Kupper, Peter Daou (claviers)
- CeCe Rogers, Anastacia, Donna Giles(voix)
- Delta, Papa San, Stanryck, Natural E (dancehall/reggae rappers)

## Discographie

### Album
- 1993 : The Program

### Single
- 1993 : Gimme Luv (Eenie Meenie Miny Mo) (#1 Billboard Hot Dance Music/Club Play chart)
- 1993 : Sunshine
- 1993 : The Program (#1 Billboard Hot Dance Music/Club Play chart)
- 1994 : In De Ghetto
- 1995 : Wind Up Your Body